# Gaidis Bērziņš
Gaidis Bērziņš (Riga 20 de novembre  de 1970) és un polític advocat i professor universitari en dret letó. Va ser Ministre de Justícia de Letònia i copresident del partit Aliança Nacional, juntament amb Raivis Dzintars.

## Activitat política
Després de les eleccions legislatives letones de 2006, va ser nomenat per ser Ministre de Justícia, prenent el càrrec el 7 de novembre de 2006 i fins al 12 de març de 2009. Bērziņš va ser elegit a les eleccions de 2010 com un dels dos representants Per la Pàtria i la Llibertat/LNNK en el conjunt d'Aliança Nacional de la llista que el partit va compartir amb Tot per Letònia! Quan Aliança Nacional es va convertir en un partit unitari, Bērziņš va ser escollit copresident, el 23 de juliol de 2011, juntament amb Raivis Dzintars.
A les eleccions de 2011 Aliança Nacional va obtenir sis escons, després d'això el partit va formar una coalició de centre-dreta amb el Partit Reformista Zatlers, i Unitat. Bērziņš va ser nomenat novament Ministre de Justícia, va assumir el càrrec el 25 d'octubre de 2011 fins a la seva renúncia el 5 de juliol de 2012.